# Дискографія Cannibal Corpse
Cannibal Corpse — американський дез-метал — гурт, який складається з п'яти осіб, заснований 1988 року в Баффало штат (Нью-Йорк). 1989 року вони записали однойменний демо і, після позитивних відгуків, привернули увагу лейблу Metal Blade Records, з яким підписали контракт на запис дебютного альбому Eaten Back to Life, що вийшов у 1990 році. За ним йшли два студійних альбоми, 1991 року — Butchered at Birth, і 1992 року — Tomb of the Mutilated. У 1993 році гітарист Боб Русей був звільнений і його замінив Роб Баррет, який приєднався до гурту якраз вчасно, щоб знятися у фільмі Джима Керрі Ейс Вентура: Розшук домашніх тварин.
1994 року гурт випустив The Bleeding — дебютний альбом з Барретом і останній альбом з вокалістом Крісом Барнсом, який покинув групу, щоб сконцентруватися на своєму проекті Six Feet Under. На його місце прийшов вокаліст Monstrosity Джордж Фішер. З ним гурт випустив альбом Vile 1996 році, яким став першим альбомом гурту, що з'явився в чарті Billboard 200, дебютувавши під номером 151. На наступному альбомі Gallery of Suicide 1998 року на зміну Робу Барретту прийшов Пет о'Браєн. У 1999 році вони випустили Bloodthirst, а потім був перший концертний альбом гурту Live Cannibalism (2000). Gore Obsessed вийшов 2002 року, потім була збірка 15 Year Killing Spree — чотири диски кар'єрної ретроспективи, яка вийшла у 2003 році. Дев'ятий альбом The Wretched Spawn вийшов 2004 року, потім Kill у 2006 році, який з'явився в чарті Billboard 200 під номером 170.
Між The Wretched Spawn і Kill засновник і ритм-гітарист Джек Оуен покинув гурт, а його замінив колишній гітарист Cannibal Corpse і Malevolent Creation Роб Барретт, який був у складі гурту від 1993 до 1997 року. Станом на 2008 рік їхнім останнім релізом на DVD є Centuries of Torment: The First 20 Years, який містить документальний фільм на трьох дисках про історію гурту і кілька концертних виступів. У 2009 році Evisceration Plague став їхнім першим релізом, що увійшов до Топ-100 Billboard 200 під номером 66. Torture вийшов у 2012 році. Продажі становили 9600 копій за перший тиждень, достатньо, щоб увійти до ТОП-40 американського музичного хіт-параду, досягнувши максимуму на 38 рядку. A Skeletal Domain вийшов 2014 року. Продажі становили 8800 копій за перший тиждень і дозволили йому зійти на 32-гу сходинку Billboard 200. Red Before Black вийшов у 2017 році.

## Альбоми

### Студійні альбоми
| 1990                                                                           | Eaten Back to Life - Вихід: 17 серпня - Лейбл: Metal Blade     | —   | —  | —  | —   | —  | —   | —  | —   | —  | —   |
| 1991                                                                           | Butchered at Birth - Вихід: 1 липня - Лейбл: Metal Blade       | —   | —  | —  | —   | —  | —   | —  | —   | —  | —   |
| 1992                                                                           | Tomb of the Mutilated - Вихід: 22 вересня - Лейбл: Metal Blade | —   | —  | —  | —   | —  | —   | —  | —   | —  | —   |
| 1994                                                                           | The Bleeding - Вихід: 12 квітня - Лейбл: Metal Blade           | —   | —  | —  | —   | —  | —   | —  | —   | —  | —   |
| 1996                                                                           | Vile - Вихід: 21 травня - Лейбл: Metal Blade                   | 151 | —  | —  | —   | —  | —   | —  | —   | —  | —   |
| 1998                                                                           | Gallery of Suicide - Вихід: 21 квітня - Лейбл: Metal Blade     | —   | —  | —  | —   | —  | —   | —  | —   | —  | —   |
| 1999                                                                           | Bloodthirst - Вихід: 19 жовтня - Лейбл: Metal Blade            | —   | —  | —  | —   | —  | —   | —  | —   | —  | —   |
| 2002                                                                           | Gore Obsessed - Вихід: 26 лютого - Лейбл: Metal Blade          | —   | 11 | —  | —   | —  | —   | 71 | —   | —  | —   |
| 2004                                                                           | The Wretched Spawn - Вихід: 24 лютого - Лейбл: Metal Blade     | —   | 20 | —  | —   | —  | 136 | 74 | —   | —  | —   |
| 2006                                                                           | Kill - Вихід: 21 березня - Лейбл: Metal Blade                  | 170 | 16 | —  | —   | —  | 187 | 59 | —   | —  | —   |
| 2009                                                                           | Evisceration Plague - Вихід: 3 лютого - Лейбл: Metal Blade     | 66  | 6  | 41 | 71  | 25 | —   | 42 | 256 | —  | —   |
| 2012                                                                           | Torture - Вихід: 13 березня - Лейбл: Metal Blade               | 38  | 7  | 40 | 95  | 35 | 139 | 40 | 235 | 72 | 126 |
| 2014                                                                           | A Skeletal Domain - Вихід: 16 вересня - Лейбл: Metal Blade     | 32  | 5  | 28 | 128 | 26 | 127 | 21 | 129 | 50 | 165 |
| 2017                                                                           | Red Before Black - Вихід: 3 листопада - Лейбл: Metal Blade     | 95  | 4  | 29 | 70  | 33 | 172 | 16 | —   | 29 | —   |
| 2021                                                                           | Violence Unimagined - Вихід: 16 квітня - Лейбл: Metal Blade    | 45  | 5  | 5  | 101 | 12 | 132 | 6  | 105 | 7  | 81  |
| «—» позначає запис, який не потрапив до чарту або не виходив на тій території. |                                                                |     |    |    |     |    |     |    |     |    |     |

### Концертні альбоми
| Рік  | Подробиці                                                                                      |
| ---- | ---------------------------------------------------------------------------------------------- |
| 2000 | Live Cannibalism - Вихід: 16 вересня 2000 - Лейбл: Metal Blade (#3984-14303-2) - Формат: CD    |
| 2011 | Global Evisceration - Вихід: 2011 - Лейбл: Metal Blade - Формат: CD                            |
| 2013 | Torturing and Eviscerating Live - Вихід: 16 квітня 2013 - Лейбл: Metal Blade - Формат: Digital |

## Збірки
| Рік  | Подробиці                                                                                          | Нотатки                                                                                  |
| ---- | -------------------------------------------------------------------------------------------------- | ---------------------------------------------------------------------------------------- |
| 2003 | 15 Year Killing Spree - Вихід: 4 листопада 2003 - Лейбл: Metal Blade (#3984-14449-2) - Формат: 3CD | - Вийшов як збірка з чотирьох дисків (три CD і один DVD), відзначивши 15-річчя колективу |

## Мініальбоми
| Рік  | Подробиці                                                                                      |
| ---- | ---------------------------------------------------------------------------------------------- |
| 1993 | Hammer Smashed Face - Вихід: 23 березня 1993 - Лейбл: Metal Blade (ZORRO #57) - Формат: CD, LP |
| 2003 | Worm Infested - Вихід: 1 липня 2003 - Лейбл: Metal Blade (#3984-14432-2) - Формат: CD, LP      |

## Відео

### Відео-альбоми
| 1997                                                                        | Monolith of Death Tour '96–'97 - Вихід: November 25, 1997 - Лейбл: Metal Blade (#3984-14302-2) - Формат: VHS, DVD | 32 | — |                             |                   |
| 2000                                                                        | Live Cannibalism - Вихід: 16 вересня 2000 - Лейбл: Metal Blade (#3984-14303-2) - Формат: VHS, DVD                 | —  | — |                             |                   |
| 2008                                                                        | Centuries of Torment: The First 20 Years - Вихід: 8 липня 2008 - Лейбл: Metal Blade (#3984-34054-2) - Формат: DVD | 8  | — | - CAN: 10,000+ - US: 2,100+ | - CAN: Платиновий |
| 2011                                                                        | Global Evisceration - Вихід: March 15, 2011 - Лейбл: Metal Blade (#3984-34063-9) - Формат: DVD                    | 17 | 8 | - US: 900+                  |                   |
| «—» позначає релізи, що не потрапили до чарту або не виходили в тій країні. | |    |   |                             |                   |

### Музичні відео
| Рік  | Пісня                                  | Режисер          |
| ---- | -------------------------------------- | ---------------- |
| 1994 | «Staring Through the Eyes of the Dead» | David Roth       |
| 1996 | «Devoured by Vermin»                   | David Roth       |
| 1998 | «Sentenced to Burn»                    | David Roth       |
| 2004 | «Decency Defied»                       | Остін Родес      |
| 2006 | «Make Them Suffer»                     | Ден Добі         |
| 2006 | «Death Walking Terror»                 | Ден Добі         |
| 2009 | «Evisceration Plague»                  | Дейл Рестегіні   |
| 2010 | «Priests of Sodom»                     | Кевін Дж. Кастер |
| 2012 | «Encased in Concrete»                  | Девід Бродскі    |
| 2014 | «Kill or Become»                       | Девід Бродскі    |
| 2017 | «Code of the Slashers»                 | Зев Бінс         |